# Gideon Glick
Gideon Glick (Filadelfia, 6 giugno 1988) è un attore statunitense.
Il suo lavoro a Broadway include la partecipazione al musical Spring Awakening nel ruolo di Ernst. In televisione, invece, è conosciuto per il ruolo di Ty McKay nella serie Devious Maids.

## Biografia
Gideon è di fede ebraica. Si è laureato alla Lower Merion High School. Gideon Glick ha interpretato Ernst, un adolescente sedotto dal bisessuale Hanschen, interpretato da Jonathan B. Wright, nel cast originale del musical Spring Awakening. Ha interpretato Slap nel film del 2005 One Last Thing.... Ha poi interpretato il ruolo di Howie in Speech and Debate (Roundabout Underground). È anche apparso in una produzione della costa occidentale. Ha interpretato Aladdin nella produzione del 2004 e Giacomino nel musical Into the Woods nel 2012. Nel 2014 interpreta Ty nella serie televisiva Devious Maids, di Marc Cherry ed Eva Longoria. Nel 2019 è stato candidato al Tony Award al miglior attore non protagonista in un'opera teatrale per la sua interpretazione ne Il buio oltre la siepe a Broadway.

## Vita privata
Glick è omosessuale e sposato con Perry Dubin dal novembre 2019.

## Teatro
- Spring Awakening (Broadway) - Ernst
- Speech and Debate (2007, Off-Broadway) - Howie
- Spider-Man: Turn Off the Dark (Broadway) - Jimmy-6
- Wild Animals You Should Know (2011, Off-Broadway) - Jacob
- Into the Woods (2012, Shakespeare in The Park) - Jack
- Significant Other (2015, Off-Broadway) - Jordan Berman
- Significant Other (2017, Broadway) - Jordan Berman
- Il buio oltre la siepe (2018, Broadway) - Dill Harris
- La piccola bottega degli orrori (2019, Off-Broadway) - Seymour Krelborn

## Filmografia

### Cinema
- Una rete di bugie (A Case of You), regia di Kat Coiro (2013)
- Song One regia di Kate Barker-Froyland (2014)
- Speech & Debate, regia di Dan Harris (2017)
- Ocean's 8, regia di Gary Ross (2018)
- Storia di un matrimonio (Marriage Story), regia di Noah Baumbach (2019)
- Rumore bianco (White Noise), regia di Noah Baumbach (2022)
- The Pale Blue Eye - I delitti di West Point (The Pale Blue Eye), regia di Scott Cooper (2022)
- Maestro, regia di Bradley Cooper (2023)

### Televisione
- Devious Maids - Panni sporchi a Beverly Hills (Devious Maids) – serie TV, 9 episodi (2014)
- Man Seeking Woman – serie TV, episodio 1x02 (2015)
- The Good Wife – serie TV, episodio 7x14 (2016)
- Elementary – serie TV, episodio 5x03 (2016)
- The Detour – serie TV, 3 episodi (2018)
- The Other Two – serie TV, 4 episodi (2021)
- American Horror Story – serie TV, 6 episodi (2022)
- La fantastica signora Maisel (The Marvelous Mrs. Maisel) – serie TV, 9 episodi (2022-2023)
- Étoile – serie TV, 8 episodi (2025)

## Doppiatori italiani
Nelle versioni in italiano delle opere in cui ha recitato, Gideon Glick è stato doppiato da:
- Flavio Aquilone in Devious Maids, Ocean's 8, La fantastica signora Maisel
- Fabrizio De Flaviis in Elementary
- Nanni Baldini in American Horror Story
- Raffaele Carpentieri in Rumore bianco
- Luca Mannocci in Maestro
- Federico Campaiola in Étoile